# 大阪市交通局861形電車
大阪市交通局861形電車（おおさかしこうつうきょく861がたでんしゃ）は、大阪市交通局が保有していた路面電車車両である。1937年の登場当時は2001形と称していた。このため、この項では改番までの記述は2001形を使い、改番後の記述は861形を使う。

## 概要
1937年7月に川崎車輌で2001 - 2010の10両が製造された。全長約11.5mの中型ボギー車で、901形同様の流線型を採り入れた車体デザインを受け継ぎ、左右非対称の2枚窓の前面や側面窓配置に変更はないが、901形の特徴である車体断面の「く」の字の折れ曲げをやめて、通常の垂直の側面となった。この形状は翌1938年登場の2011形にも、窓を大きくした形で引き継がれている。
車内については、中央扉には補助いすが設置されており、少しでも乗客が着席できるよう配慮されていた。また、車掌台のドア操作スイッチは他形式のようなレバーで操作するものではなく、赤と緑の押しボタンで開閉を操作するようになっていた。足回り及び電装品については、台車はブリル77E（ないしは国産のコピー台車）を装着し、主電動機は当時の大阪市電が標準的に装備していたゼネラル・エレクトリックGE-247-Aを搭載し、制御器は三菱電機KR-8が装備された。
形式名が一足飛びに2001形となったのは、1000台の番号を大型車に充当するためであった。戦後1951年に登場した（新）2001形も、この（旧）2001形にならって空き形式の1901形を飛ばして付番された。

## 戦災の影響
2001形は全車天王寺車庫に配属され、翌年に登場した2011形ともども南北線や堺筋線、上本町線などの南北の幹線で運行を開始し、901形と異なる洗練されたスマートな流線型の車体は、｢流線(901形)よりかっこいい市電」として市民の注目を浴びた。しかし、太平洋戦争末期の大阪大空襲によって天王寺車庫が壊滅的な打撃を受けたこともあって、2006号以外の9両が被災し、3両が復旧困難として廃車された。
1949年の改番で801・901の両形式を含めた大掛かりな改番が実施された。2001形は流線型の車体であるが801形同様垂直の側面を持つことから、新形式の861形となり、欠番を埋めて861 - 867に改番された。
また、同じ前面窓構造を持つ801・901・868の各形式同様、戦中・戦後のガラス不足によって、前面窓のうち、左側大窓の左1/4の位置あたりに桟が設けられたことから、一見すると変則配置の3枚窓のようになった。

## 戦後
861形への改番前後に、天王寺車庫担当系統の輸送力強化を図るため、都島車庫に在籍していた1501形、1701形とトレードされるような形で都島車庫へ転属した。同じ時期に集電装置もトロリーポールからビューゲルに交換され、塗色も戦前のマルーン一色から、戦後の標準色となったベージュとマルーンのツートンカラーに変更されたが、それ以外はほぼ原形を保ったまま使用された。
しかし、ほぼ全車が戦災復旧車であり、他の車両に比べると車体が傷んでいたことから、1960年から2601形への更新工事が開始され、1961年までに6両が2601形に更新された。残る1両は1962年に廃車されて861形は消滅した。廃車後、他の事業者に譲渡された車両も、保存車も存在しない。